# 臨場動態角色扮演遊戲

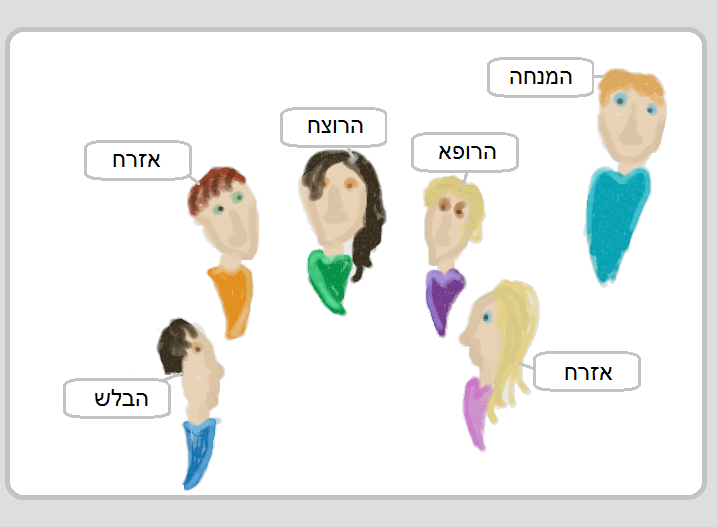
角色扮演遊戲

實境角色扮演遊戲（英語：Live Action Role Playing），简称 LARP，臺灣又稱拉普。
實境角色扮演遊戲（LARP）是角色扮演遊戲的其中一種形式，參與者在扮演角色的同時須要實際的做出動作行為。玩家的目標是在現實環境的限制中追求虛構環境扮演，同時與其他扮演角色互動。在許多劇本中，玩家所扮演的角色會帶有不同的秘密與階段任務，其中推兇(兇手會是其中一名玩家的角色，但死者不會是玩家的角色)、真相還原(與其他玩家共同推論案件始末)，和情感沉浸(玩家共情於自身扮演角色的處境和情感，與其他玩家演繹互動)為其中三種最熱門的劇本類型。玩家行動的結果可能是由遊戲的規則或玩家之間的協商一致所產生的。稱為玩家組織活動的工作人員決定使用和設置相關規則並落實在遊戲中。
第一個LARP約在20世紀70年代後期出現，靈感來自桌面角色扮演遊戲和流行小說。這個活動在20世紀80年代蔓延到國際，多元化並產生廣泛的分支系統。有些類型更類似於遊戲，或者加入更多戲劇或藝術表演，也可以設計活動來達成教育或政治目的。
扮演類型不盡然相同，從現實的現代或歷史到虛構的奇幻或未來背景。相關花費可以相當低廉，但也可能需要精心設計的場地和服飾。
LARP的規模也可以是幾小時的小型私人活動，或者耗時數天、有數以千計玩家參與的大型開放式活動。

## 名稱
LARP又被稱為臨場動態角色扮演（live role-playing；LRP）、互動文學(interactive literature)和自由形式角色扮演(free form role-playing)，其中一些名稱仍然有在使用；然而，LARP已經成為最常用的名詞，它有時寫成小寫“larp”。參與LARP的行為通常稱為Larping，而參與者稱為Larper。
LARP中的“Live Action”來自於電影術語，表示將原本動畫或遊戲作品改以“真實演員”來演出的概念。

## 遊戲概述
LARP的參與者在用肢體扮演虛構人物，即興詮釋他們角色的說話和動作，有點像即興劇場的演員。這與桌上角色扮演遊戲不同，桌上角色扮演遊戲通常是口頭描述的。LARP可能在公共或私人區域進行，時間可能持續數小時或數天，通常沒有設定觀眾。
玩家可以打扮成他們的角色並攜帶適當的設備，環境有時會被裝飾成與設定相符的模樣。LARP可以是獨立事件或同一設定中的一系列事件，事件可以由幾名玩家到容納數千名玩家等不同的規模。
為了玩家的角色扮演角色，玩家們可以扮演角色扮演玩家角色（PC），玩家可以創建自己的角色或被工作人員授予角色。玩家有時會以相同的角色反復出現在單獨的事件中，逐漸發展該角色與其他角色的關係和角色設定。

## 歷史
LARP沒有單一起源，北美、歐洲和澳洲都有獨立發展的團體，這些團體分享了小說或桌面角色扮演遊戲的體驗，並希望實際體驗這些情節。除了桌面角色扮演遊戲，LARP還植根於童年遊戲中，打鬧，服裝派對，角色扮演模擬，即興喜劇，即興劇院，心理劇場，軍事模擬以及歷史重演(如Society for Creative Anachronism組織)
最早有記錄的LARP集團是Dagorhir，成立於1977年，在美國，專注於奇幻戰場(FantasyBattles)。在1976年洛根電影《攔截時空禁區》電影發行之後不久，基於這部電影的基礎的實境動作角色扮演遊戲就是在美國科幻大會上開始的。1981年，國際幻想遊戲協會（IFGS）開始了，受到"龍與地下城"的影響。IFGS在1981年的小說“夢幻公園”中以一個虛構的小組命名，該小說描繪了未來派的LARP。1982年，現代行動角色扮演者協會（LARPA）的前身互動文學協會成立為記錄中第一家在美國的劇院式LARP集團。
Treasure Trap於1982年在佩科夫頓城堡成立，是英國首個被記錄下的LARP遊戲，並影響了隨之而來的奇幻LARP。澳洲第一個被記錄的LARP是在1983年，使用了科幻角色扮演遊戲"Traveller"設置。
1993年 White Wolf 出版社開發了" Mind's Eye Theatre"，目前在國際上仍然有活動，可能是商業發行最成功的LARP
第一個德國活動在1994年左右（其他來源稱1992年或1991年），奇幻LARP尤其在那裡快速增長，自2001年以來，德國的兩項主要LARPs活動每年都有3000到7000名參與者，並且吸引了來自歐洲以及世界各地的玩家。

## 主旨
大多數LARPs旨在作為娛樂活動。合作創作故事、嘗試追求人物目標及挑戰、沉沁於虛構的環境都可以是樂趣來源。LARPs還可以包括其他小遊戲譬如謎題解答，以及體育類的模擬武器作戰。
一些LARPs更強調藝術方面，如相互作用的劇情或挑戰主題。Avant-garde或arthaus 事件有特別的實驗方法和高度的文化願望，偶爾會在諸如節日或藝術博物館的美術環境中舉行。Avant-garde 事件的主題通常包括政治，文化，宗教，性行為和人類的狀況。這種LARPs很常見於北歐國家。

## 虛擬與現實
在LARP進行期間，玩家以現實世界中的動作代表虛構的角色動作。遊戲規則、物理符號和即興表演用於彌補現實世界和設定之間的差異。例如：一根繩子可以表示一個假想的牆壁。由於安全原因，有時候會勸阻或禁止現實的武器道具和危險的身體活動。雖然TRPG桌面角色扮演遊戲中的虛構時間線通常隨著遊戲時間逐漸前進，但可能比玩家的時間要快得多或更慢，但是LARP通常都是實時運行的，而虛構遊戲時間只能用於特殊情況。
玩家在角色之間有一個明確的劃分，意思是他們持續的積極扮演自己的角色，當玩家出戲的時候，意味著他們是自己。一些LARP鼓勵玩家除了在緊急情況下都保持一貫的角色風格，而其他LARP則有時會讓玩家暫時脫離角色。在一個LARP中，通常假設玩家是在說話和表演角色，除非另有說明，這與桌面角色扮演遊戲的正常做法相反。角色知識通常被認為是與玩家知識分離，並且根據角色不知道的信息進行操作可能會被視為作弊。
雖然大多數LARP在現實世界和虛構環境之間保持了明確的區別，但普遍的LARP以類似於擴增實境(AR)的方式將虛構與現實結合在一起。並沒有意識到遊戲進行中的旁觀者將會被視為虛構環境的一部分，並且角色行為也可能被劃入現實世界。

## 規則設定
許多LARP有遊戲規則來界定角色如何影響對方和設定。規則可能從出版物中定義，也可以由玩家創建。這些規則可以定義角色的能力，可以對設置中存在的各種對象進行調整，以及在LARP事件之間的休息時段可以扮演的行為。因為裁判無法調解所有參與玩家角色的行為，所以依靠玩家自身的誠實判斷是否遵守規則。
一些LARP規則要求使用模擬武器比如泡棉武器或空氣槍，來確定角色在戰鬥中是否成功擊中對方。在俄羅斯的LARP活動中會使用硬塑料，金屬或木材製成的武器。使用模擬武器的替代方法是暫停角色扮演，並以象徵方式確定動作的結果，例如通過投擲骰子，猜拳或比較角色數值。
某些沒有固定規則的LARP，則是依靠參與玩家的常識或感覺到戲劇性的適當性，以共同決定他們的行動結果將是什麼。

## 類型
LARP可以有任何類型，儘管許多使用從類型小說衍生的主題和設置。一些LARP從另一種媒介（例如“Lord Of Rings”或“World Of Darkness”）的既存作品中借用了一些設定，而另一些則使用基於現實世界或專門為LARP設計的設定。專門的系列故事設定和規則集通常是LARP團體和LARP舉辦者的主要創意產品。
現代的LARPs主題可能來自於日常興趣，或者是間諜活動或軍事活動等特殊興趣。這樣的LARP有時類似於擴增實境遊戲，刺客遊戲或實戰的軍事模擬會使用空氣槍，雷射標記槍或漆彈槍。 LARP也可以設置在歷史時代，或者俱有包含神話或奇幻方面的半歷史設置。
奇幻是國際上最常見的LARP流派之一，也是最多活動使用的類型，奇幻LARP設置在由奇幻文學和角色扮演遊戲（如Dungeons＆Dragons）啟發的偽歷史世界中。這些設置通常具有魔法、奇幻的種族和有限的技術。許多奇幻的LARP專注於冒險或角色派系之間的競爭。相比之下，科幻小說LARPs發生在具有高科技和(有時沒有)外星生命的未來派環境中。這描述了LARP的範圍廣泛，包括描繪反烏托邦或烏托邦社會的政治主題的LARP和靈感來自電子龐克，太空歌劇和後啟示錄的小說。
恐怖LARP靈感來自恐怖小說。受歡迎的子類包括殭屍啟示錄和克蘇魯神話，有時使用已發布的“Cthulhu Live”規則。白狼出版社出版的“黑暗世界”是廣泛使用的哥特式朋克恐怖環境，玩家通常會描繪出秘密的超自然生物，如吸血鬼和狼人。這個設置可以使用“Mind's Eye Theatre”—由White Wolf發行的一套LARP規則。黑暗世界LARP通常為大型系列活動，定期舉行一系列小型活動，也在公約中受歡迎。白狼的官方粉絲俱樂部，卡馬里拉（Camarilla）也在經營全世界規模的活動。

## 風格
LARP事件有各種各樣的風格，往往重疊。
可以對所使用的類型，模擬武器的存在或抽象規則進行簡單的區分，以及玩家是否創建自己的角色或由玩家分配玩家。在僅運行一次的場景和被設計為可重複的場景之間也有區別。
其他一些常見的分類如下：
劇院風格或自由形式：LARP的特點是重點是由玩家們編寫的角色之間的互動，而不是使用模擬武器進行戰鬥，還有一種折衷的流派和設置方式。這種風格的活動通常只能持續幾個小時，玩家需要相對較少的準備，有時會在遊戲慣例中玩。
謀殺之謎(MMP)：玩家被分配角色，鼓勵角色扮演自由也類似劇院式的LARP，通常有一個謎團需要被解開。
一些非常大的事件被稱為節日（簡稱節日）有數以千計的參與者通常分裂成競爭性的角色派別，圍繞一個大的場地分開營地。世界上有相對較少的食物，都在歐洲和加拿大;然而，它們的大小意味著它們對當地的LARP文化和設計有重大的影響。在規模尺度的另一端，一些被稱為線性或線性路線LARP的小事件的特點是一小部分PC面臨著來自NPC的一系列挑戰，並且通常比GM系列更為緊密的計劃和控制，而不是其他類型的LARP。
雖然一些LARP對所有年齡的參與者開放，但其他人則具有最低年齡要求。還有青年LARP，專門針對兒童和青少年。有些是通過學校，教會或童子軍等機構進行的。丹麥的青年人數較多。

## 戰鬥
不同的LARP遊戲沒有統一性，儘管他們可能有類似的風格，但是沒有人會遵循完全相同的規則和條例。每個單獨的遊戲將提供位於LARP手冊中的特定規則集。在LARP中有很多的戰鬥變化，但是它們屬於原型。
•“點數制”系統
根據字符和LARP，您的PC將具有某種形式的身體和/或護甲，其名義上測量。武器也有一個數值分配，在成功的武器攻擊你處理“傷害”等於與你的武器類型相關聯的數字。這種傷害是針對你的對手身體/護甲。通常，一旦你達到0或更少，你就開始死亡階段，這將在手冊中找到。點系統的一個子集是位置系統，其中的點根據你的對手的位置而有所不同。如果他們在那個位置上穿著盔甲，那麼“傷害處理”會影響他們的護甲點（AP），而如果你在沒有裝甲的地方進行攻擊，則會對你的對手身體點（BP）造成傷害。大多數LARP利用這個系統。
•“肢體損失”系統
不要與位置系統混淆，其中點與具有和不具有手臂的身體的不同部分相關聯，而是將身體分解成不同的位置;胸部，背部和四肢。對身體或胸部的成功的武器打擊可以殺死你，而對肢體的成功打擊可能會破壞或切斷肢體，使其無效。在LARP的手冊中可以找到變體和附加規則。使用該系統的LARP的一個例子是Amtgard。
•“無觸摸”系統
通常在諸如“龍與地下城”和“探路者”等遊戲中可見，但也有利於該系統的LARP，通過使用卡片或骰子來確定統計數據和損壞。骰子首先滾動看看攻擊是否成功，然後是第二個骰子角色，看看是否造成了多少傷害。
•“基於回合”
就像龍與地下城一樣，這種衝突解決方法輪流使用。這種作戰格式是戲劇式LARP中使用的主要係統。每個回合中的轉變如何工作以及可以做什麼由遊戲的創建者確定。一般來說，誰首先由某種形式的指標確定，在LARP的情況下，通常是首先行動，這開始了參與，基本上給他們機會攻擊。轉彎期間的運動是由該角色的運動決定的速度，而動作可以是一致的，不變的規則或特定字符。衝突中的每個人都有一些他們可以採取的行動。國際象棋是一個基於回合製的遊戲的例子，其中誰首先由裁片的顏色決定。那個玩家現在可以進行運動，在這種情況下，運動是動作的代名詞。在他們的行動結束後，另一名球員的回合開始。這與“無觸摸”系統不同，因為基於轉向的LARP也不意味著沒有觸摸，儘管它可以。一個角色的動作可以用另一個角色的肩膀結束。使用該系統的LARP的一個例子是也有自己的LARP的奧塔康公約。
•“實際”
全面的聯繫系統，其核心的戰鬥完全取決於你的角色能做什麼，而不是你的角色具有統計數據。這些類型的LARP與boffer武器一起存在，但是它們更常見於真正的武器和裝甲。該系統遵循肢體損失系統的變化，主要區別是現實主義。在一些實際的LARP操作中，例如踢另一個玩家的盾牌是授權的，如LARP Dagohir所示。涉及真正的武器和裝甲的實際系統強調現實主義，特別是歷史現實主義，這就是創意時代社會力求實現的。SCA在技術上是一個教育團體，而不是一個LARP，然而，他們是最廣為人知的群體，利用實踐戰鬥系統。在RP方面的事實上，實際LARPs與肢體喪失LARP不同，因為戰鬥之間發生的相互作用。一般來說，但並不總是如此，實際的LARP在戰鬥之間不起作用，如果他們這樣做，他們通常扮演一個歷史人物而不是創造的角色。
•“遠程系統”
遠程戰鬥存在於幾乎所有的LARP系統中，並以不同的方式表示。在LARP中可以看到的不同類型的東西是：弓，弩，圍攻武器，投擲武器，法球，NERF槍，彩彈槍和氣槍槍。遠程武器可以適應每個作戰系統，除了“無觸摸”系統。只有遠程作戰的LARP才有作戰能力，儘管大部分規則都有廣泛的差異，但大部分只有LARP才能遵守一擊命中的基本規則。
•“非戰鬥”
所有註意力都集中在角色扮演元素中，戰鬥不存在。這個系統還是Live Action，因為當你移動時，你的角色會移動。這種系統通常在落在劇院式LARP下的客廳風格的LARP中。還有Parlor LARP仍在從事戰鬥，但是它是LARPING最大的類型，沒有戰鬥。這個LARP無畏戰鬥的例子將是眨眼謀殺。不打擊也是其他LARP的技術人員，他們想要沉浸在遊戲世界中，但是無能力或不願參與戰鬥。非戰鬥PC的規則與LARP與LARP不同。
•“混合動力”
絕大多數LARP都將這些作戰系統與Point或Limb Loss系統結合在一起。有一些LARP從事這些系統的大量組合，例如使用Point，Turn Based，“No-Touch”以及（根據組）非作戰系統的黑暗世界。

## 文化意義
角色扮演可能被視為西方文化中參與藝術運動的一部分，而不是傳統的觀眾藝術。LARP的參與者拋棄被動觀察者的角色，並承擔常常處於日常生活中並與其文化背道而馳的新角色。
LARP和其他參與者的安排者充當遊戲的共同創作者。創造共同的虛構世界的這個合作過程可能與發達社會中更廣泛的新興的“極客”文化相關聯，這又是與長期教育，信息技術的高度採用和更多的閒暇時間相關聯的。與主流商業化程度高的電玩遊戲業相比，銷售目標為經常為男性群眾，反觀LARP較低商業化，且女性常為LARP活動中的積極腳色,包含作者和參與者。
LARP在大多數國家並不為人所知，有時與其他角色扮演，重演，裝扮或戲劇性活動相混淆。雖然粉絲和玩家文化一般在發達國家越來越主流，但LARP往往沒有達到相同程度的文化接受度。這可能是因為不喜歡童年童年遊戲的假裝，感覺到人物過度識別的風險，以及缺乏大眾營銷。在2006年的紀錄片Darkon，2007年的紀錄片“怪物營”，“2008年的喜劇角色模特”等美國影片中，幻想的LARP被描繪為有些荒唐和逃避主義，但也被親切地視為“建設性的社會渠道”，在北歐國家，LARP已經獲得了高度的公眾認可和普及。主流媒體經常表現出積極的態度，重點是戲劇性和創造性。然而，即使在挪威，LARP比其他國家更加認可，仍然沒有得到政府機構作為文化活動的充分肯定。
社區圍繞LARP的創作，發揮和討論形成。這些社區已經開發了一個跨文化的次文化，與角色扮演，粉絲，重演和戲劇次文化。早期的LARP次文化專注於托爾金式的幻想，但後來擴大到包括其他類型的欣賞，特別是在20世紀90年代迅速採用黑暗世界的恐怖風格。像許多次文化一樣，LARP團體通常具有共同的經驗，語言，幽默和服裝的共同背景，可以被一些人視為生活方式。
LARP一直是學術研究和理論的課題。大部分研究來自角色扮演者，特別是北歐Knutepunkt角色扮演公約的出版物。更廣泛的學術界最近也開始研究LARP，無論是與其他媒體和其他互動遊戲品種進行比較，還要自己對它進行評估。
據推測，LARP可能有一天以基於位置的遊戲的形式演變成一個主要的行業，使用無處不在的計算。